# سهره شکم‌زرد
سهره شکم‌زرد (نام علمی: Spinus xanthogastrus) یک پرنده گنجشک‌سان کوچک از خانواده سهرگان راستین است که از جنوب کاستاریکا تا جنوب اکوادور، بولیوی مرکزی و ارتفاعات شمال غربی ونزوئلا تولیدمثل می‌کند.